# Fixation du carbone dans les sols
La fixation du carbone dans les sols vise, par différentes méthodes agricoles, à séquestrer le carbone atmosphérique dans le sol et dans les racines des cultures, le bois et les feuilles. 

## Potentiel
L'augmentation de la teneur en carbone du sol peut favoriser la croissance des plantes, augmenter la matière organique du sol, améliorer le rendement agricole, améliorer la capacité de rétention d'eau du sol et réduire l'utilisation d'engrais et les émissions de protoxyde d'azote, un gaz à effet de serre, qui les accompagnent. En 2016, ces méthodes ont été appliquées sur des centaines de millions d'hectares dans le monde, alors qu'il y a environ 5 milliards d'hectares de terres agricoles. Les sols peuvent contenir jusqu'à cinq pour cent de carbone, y compris les matières végétales et animales en décomposition et le biochar.

## Historique
En 2011, l'Australie lance un marché du carbone qui permet aux agriculteurs qui séquestrent le carbone de vendre des crédits de carbone aux entreprises qui ont besoin de compensations carbone. Le plan d'action du pays stipule : « La plus grande opportunité pour la réduction des émissions de CO2 en Australie passe par la bio-séquestration en général, et en particulier, la reconstitution du carbone du sol ». Les études des parcelles d'essai sur 20 ans ont montré une activité microbienne accrue lorsque les agriculteurs incorporent de la matière organique ou réduisent le travail du sol. Les niveaux de carbone dans le sol de 1990 à 2006 ont diminué de 30 % en moyenne en culture continue. Néanmoins, l'incorporation de matière organique seule n'est pas suffisante pour conserver le carbone du sol.  Azote, phosphore et soufre doivent également être ajoutés.
En 2014, plus de 75 % des terres cultivées des Prairies canadiennes adoptent le « labour de conservation » et plus de 50 % adoptent le semis direct. Vingt-cinq pays s'engagent à adopter cette pratique lors des accords de Paris en décembre 2015.
En Californie, plusieurs aires protégées ont des partenariats locaux pour développer et mettre en œuvre la fixation du carbone dans les sols.
En 2016, Chevrolet s'associe au département américain de l'Agriculture pour acheter à des éleveurs 40000 crédits carbone liés au semis direct sur 11000 acres. La transaction équivaut à retirer 5 000 voitures de la route et est en 2016 la plus importante aux États-Unis.
En 2017, plusieurs États américains adoptent une législation en faveur de la fixation du carbone dans les sols et de la santé des sols.
La Californie a affecté 7,5 millions de dollars à son programme Sols en bonne santé. L'objectif est de démontrer que « des pratiques de gestion spécifiques séquestrent le carbone, améliorent la santé des sols et réduisent les gaz à effet de serre ». Le programme comprend du paillage, des cultures de couverture, du compostage, des haies et des zones tampons. Près de la moitié des comtés de Californie ont des agriculteurs impliqués dans la fixation du carbone.
Des programmes similaires soutenant la recherche, l'éducation et l'assistance technique sont en cours au Maryland, au Massachusetts et à Hawaï. Un projet de démonstration de 250 acres a tenté de produire des biocarburants à partir de plantes, les Milletia qui sont capables de fixer l'azote dans le sol.
Une initiative internationale lancée lors de la COP21 en 2015, le « quatre pour mille » a pour objectif d'augmenter le carbone du sol de 0,4 % par an grâce à des changements agricoles et forestiers.

## Méthodes

### Carbone du sol
Traditionnellement, on pensait que le carbone du sol s'accumulait lorsque la matière organique en décomposition était physiquement mélangée au sol. Plus récemment, le rôle des plantes vivantes a été souligné. Les petites racines meurent et se décomposent pendant que la plante est vivante, déposant du carbone sous la surface. De plus, à mesure que les plantes poussent, leurs racines injectent du carbone dans le sol, nourrissant les mycorhizes. On estime que leurs hyphes s'étendent sur 20 000 kilomètres dans chaque mètre carré de sol sain. 

### Bambou
Bien qu'une forêt de bambous stocke moins de carbone total qu'une forêt d'arbres matures, une plantation de bambous séquestre le carbone à un rythme beaucoup plus rapide qu'une forêt mature ou qu'une plantation d'arbres. Par conséquent, la plantation de bambou a un potentiel important de séquestration du carbone,.

### Culture d'algues
La culture d'algues à grande échelle (appelée « boisement des océans ») pourrait séquestrer d'énormes quantités de carbone. Le boisement de seulement 9% de l'océan pourrait séquestrer 53 milliards de tonnes de dioxyde de carbone par an. Le rapport spécial du GIEC sur l'océan et la cryosphère dans un climat en évolution recommande de « poursuivre les recherches » sur cette technique en tant que tactique d'atténuation.

### Restauration des zones humides

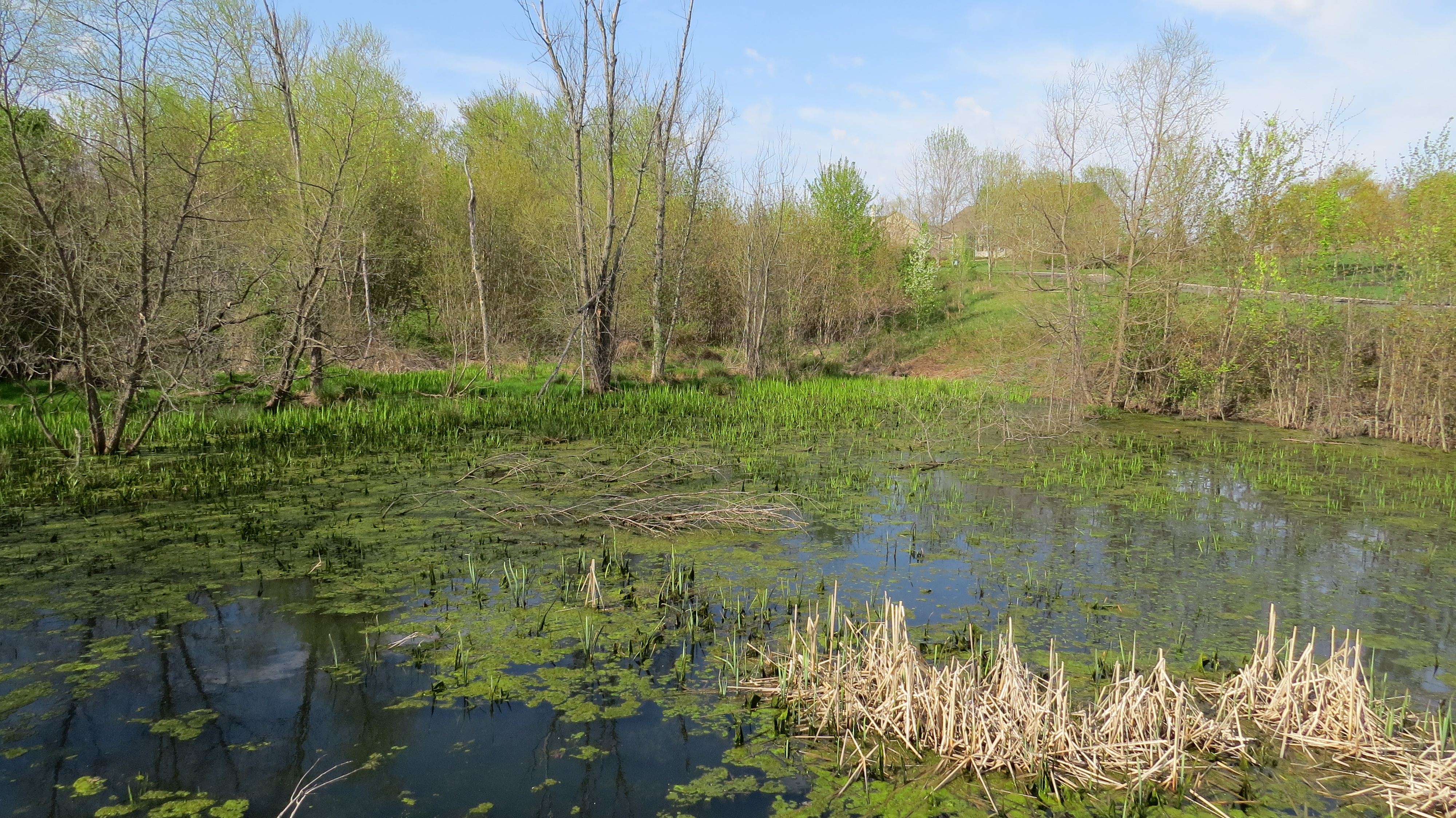
Un exemple d'un écosystème de zones humides sain.

Les zones humides se créent lorsque l'eau déborde sur un sol fortement végétalisé, ce qui oblige les plantes à s'adapter à un écosystème inondé. Le sol des zones humides est un important puits de carbone. 14,5 % du carbone du sol mondial se trouve dans les zones humides, tandis qu'elles ne représentent que 5,5 % des terres.
Le réchauffement climatique pourrait altérer le stockage du carbone dans le sol, qui deviendrait alors une source de carbone au lieu de jouer le rôle de puits. L'augmentation des températures entraîne une augmentation des gaz à effet de serre provenant des zones humides, en particulier en présence de pergélisol. Lorsque le pergélisol fond, il augmente l'oxygène et l'eau disponibles dans le sol. De ce fait, les bactéries dans le sol créent de grandes quantités de dioxyde de carbone et de méthane qui se libèrent dans l'atmosphère.
Les tourbières détiennent environ 30 % du carbone de notre écosystème. Lorsque les zones humides sont drainées pour l'agriculture et l'urbanisation, de grandes quantités de matières organiques se décomposent et émettent du CO2 dans l'atmosphère. La perte d'une tourbière pourrait potentiellement produire plus de carbone que 175 à 500 ans d'émissions de méthane.
Les zones humides restaurées stockent le carbone tout en restant une source de méthane. La préservation de ces zones est importante pour empêcher une nouvelle libération de carbone dans l'atmosphère.

### Agriculture
Par rapport à la végétation naturelle, les sols des terres cultivées sont appauvris en carbone organique du sol. Lorsqu'un sol est converti à partir de terres naturelles ou semi-naturelles, telles que les forêts, les bois, les prairies, les steppes et les savanes, la teneur en carbone du sol diminue d'environ 30 à 40 %. Cette perte est due à l'élimination de la matière végétale contenant du carbone par la récolte. Lorsque l'utilisation des terres change, la teneur en carbone du sol augmente ou diminue.
Ce changement est progressif jusqu'à ce que le sol atteigne un nouvel équilibre. Les écarts par rapport à cet équilibre dépendent également de la variation du climat. Cette perte peut être contrecarrée par un apport de carbone, en laissant les résidus de récolte sur le terrain, en utilisant du fumier ou des cultures pérennes rotatives. Les cultures vivaces ont davantage de biomasse souterraine, ce qui augmente la teneur en carbone. À l'échelle mondiale, on estime que les sols contiennent plus de 8 580 gigatonnes de carbone organique, environ dix fois plus que l'atmosphère et bien plus que dans la végétation.
La modification des pratiques agricoles est une méthode efficace et reconnue de séquestration du carbone et pourrait compenser jusqu'à 20% des émissions de 2010 de dioxyde de carbone par an. L'agriculture biologique et les vers de terre peuvent compenser un excédent annuel de carbone de 4 Gt / an.
Les méthodes de réduction des émissions de carbone dans l'agriculture peuvent consister à réduire les émissions elles-mêmes en améliorant l'efficacité des opérations agricoles (par exemple, grâce à des équipements plus économes en carburant) et en interrompant le cycle du carbone naturel. Elles peuvent consister à améliorer la séquestration du carbone. Des techniques efficaces comme l'élimination du brûlage des chaumes peuvent avoir un impact négatif sur d'autres problèmes environnementaux, et dans ce cas entrainer une utilisation accrue d'herbicides pour contrôler les mauvaises herbes non détruites par le brûlage.

### Sol profond
Environ la moitié du carbone du sol se trouve dans les sols profonds et environ 90 % de cette quantité est stabilisée par des associations minérales-organiques. 
Aux Etats-Unis, le Natural Resource Conservation Service recommande des pratiques pour améliorer la santé des sols et séquestrer le carbone, tout en offrant d'importants cobénéfices: augmentation de la rétention d'eau, fonction hydrologique, biodiversité et résilience, lutter contre la dégradation des eaux souterraines et des eaux de surface,. 

### Biochar et terra preta
Le défrichage par brûlis (le slash-and-burn) relâche dans l'atmosphère environ 97 % du carbone accumulé par la végétation. Par contre, le défrichage avec feux couverts pour la production de charbon (le slash-and-char) ne relâche qu'environ 50 % de ce carbone. À l'échelle mondiale, jusqu'à 12 % des émissions anthropiques de carbone provenant du changement d'affectation des terres (0,21 gigatonnes) pourraient être compensées annuellement ainsi. Les déchets agricoles et forestiers pourraient ajouter quelque 0,16 gigatonnes / an. La production de biocarburants à l'aide de la biomasse moderne peut produire un sous-produit de bio-charbon grâce à la pyrolyse séquestrant 30,6 kg de carbone pour chaque gigajoule d'énergie produite. La quantité de carbone séquestrée dans le sol est facile à mesurer.

### Éviter le labour
La fixation du carbone minimise la perturbation des sols au cours du cycle de plantation / croissance / récolte. On peut éviter le travail du sol en utilisant des semoirs ou des techniques similaires. Le bétail peut se nourrir sur les restes d'un champ récolté.

### Pâturage du bétail
Le bétail séquestre le carbone en mangeant l'herbe, dont les racines libèrent alors du carbone dans le sol. Cependant, ces animaux produisent également du méthane, ce qui pourrait annuler l'avantage carbone. Une rotation du troupeau sur plusieurs enclos peut permettre la régénération des enclos entre les périodes de pâturage. Cette configuration produit des prairies stables et un fourrage important. Les graminées annuelles ont des racines moins profondes et meurent une fois qu'elles sont broutées. Le pâturage en rotation conduit au remplacement des annuelles par des plantes vivaces aux racines plus profondes. Cette technique permet de construire le sol, stocker le carbone, restaurer la fonction hydrologique et réduire le ruissellement. Au contraire, laisser les animaux sur une grande surface pendant une période prolongée peut dégrader la prairie.

### Sylvopastoralisme
Le sylvopastoralisme consiste à faire paître le bétail sous le couvert d'arbres, avec des arbres suffisamment éloignés pour permettre à la lumière du soleil de nourrir l'herbe. Par exemple, une ferme au Mexique a planté des arbres indigènes sur un enclos couvrant 22 hectares. Cette laiterie biologique réussie s'est impliquée dans la formation d'autres personnes en plus de la production agricole.

### Paillis biologique
Le sol est recouvert d'un paillis de copeaux de bois ou de paille, autour des plantes. Les résidus de récolte peuvent également être laissés en place pour enrichir le sol lors de leur décomposition.

### Compost
Le compost séquestre le carbone sous une forme stable et difficilement accessible. Il est étalé sur la surface du sol sans labourer. Une étude de 2013 a révélé qu'une seule application de compost augmentait durablement le stockage de carbone dans les prairies de 25 à 70 %. La stabilité de la séquestration est liée à l'augmentation de la rétention d'eau et de la « fertilisation » par la décomposition du compost. Ces deux facteurs favorisent une productivité accrue. Les deux sites testés dans l'étude montrent une augmentation importante de la productivité des prairies : une augmentation de 78 % du fourrage dans une vallée sèche et une augmentation de 42 % dans un site côtier humide. Il n'y a pas eu d'augmentation significative des émissions de méthane ou d'oxyde d'azote. Les émissions de N2O du sol des prairies tempérées modifiées avec des engrais chimiques et du fumier sont plus élevées. Une autre étude révèle que les prairies traitées avec du compost commercial ont absorbé près de 1,5 tonne de carbone  par acre et par an et ont continué à le faire au cours des années suivantes.

### Cultures de couverture
Avec les cultures en rangées comme le maïs et le blé, une couverture végétale à croissance rapide comme par exemple, le trèfle ou la vesce peut être cultivée entre les tiges. Elle protège le sol contre la perte de carbone pendant l'hiver et peut être plantée en même temps que des cultures commerciales pour compenser la perte de carbone lors de la récolte de ces cultures. Les cultures fourragères telles que les graminées, les trèfles et la luzerne développent des systèmes racinaires étendus qui peuvent enrichir la matière organique du sol. Les cultures à système racinaire limité comme le maïs et le soja n'augmentent pas la matière organique du sol.

### Cultures hybrides
Les cultures pérennes permettent la séquestration du carbone lorsqu'elles sont cultivées dans des systèmes multicouches ou multi-espèces associant des cultures vivaces de base comme la vigne, ou le palmier à une culture annuelle comme le maïs et les haricots.

### L'agriculture conventionnelle
Le labour divise les agrégats du sol et permet aux micro-organismes de consommer les composés organiques. L'activité microbienne accrue libère des nutriments, augmentant tout d'abord le rendement mais la perte de structure réduit la capacité du sol à retenir l'eau et à résister à l'érosion, ce qui réduit le rendement à plus long terme.

## Critiques
L'agriculture régénératrice ne serait pas adoptée à une échelle suffisante pour avoir un impact.
L'impact de l'augmentation du carbone dans le sol sur le rendement n'a pas été établi.
Les pratiques de semis direct pourraient augmenter l'utilisation d'herbicides, et diminuer les avantages d'une teneur plus élevée en carbone.
Les impacts du compost sur les espèces indigènes et les émissions de gaz à effet de serre pendant la production n'ont pas été entièrement résolus. En outre, les approvisionnements commerciaux en compost sont trop limités pour couvrir une grande superficie.